# Сальвадор Лара, Хорхе
Хорхе Сальвадор Лара Леон (исп. Jorge Salvador Lara Leon, 4 сентября 1926 года, Кито, Эквадор — 8 февраля 2012 года) — эквадорский учёный и дипломат, министр иностранных дел Эквадора (1966; 1976—1977).

## Биография
Окончил юридический факультет Папского католического университета.
В 1950-х гг. — второй секретарь посольства в Перу, первый секретарь посольства в Чили,
- 1953—1957 гг. — директор международных организаций МИД Эквадора,
- 1957—1960 гг. — первый секретарь посольства во Франции,
- 1960—1962 гг. — постоянный представитель при международных организациях в Женеве,
- 1962 г. — избран депутатом парламента, председателем комитета по международным делам; выступал за отставку президента Карлоса Монроя по обвинению в алкоголизме,
- 1965 г. — под давлением военной хунты был вынужден покинуть страну и уехать в Парагвай,
- 1966 г. — после восстановления демократии — министр иностранных дел Эквадора,
- 1967 г. — государственный министр, затем — член консультативного совета при МИД Эквадора,
- 1968 г. — проиграл на выборах мэра Кито,
- 1976—1976 гг. — министр иностранных дел,
- 1979—1999 гг. — президент Национальной академии истории. Автор многочисленных монографий по истории страны,
- 1983—1984 гг. — посол в Ватикане,
- с 2009 г. — президент эквадорской Академии языкознания.